# بنك التنمية التركي

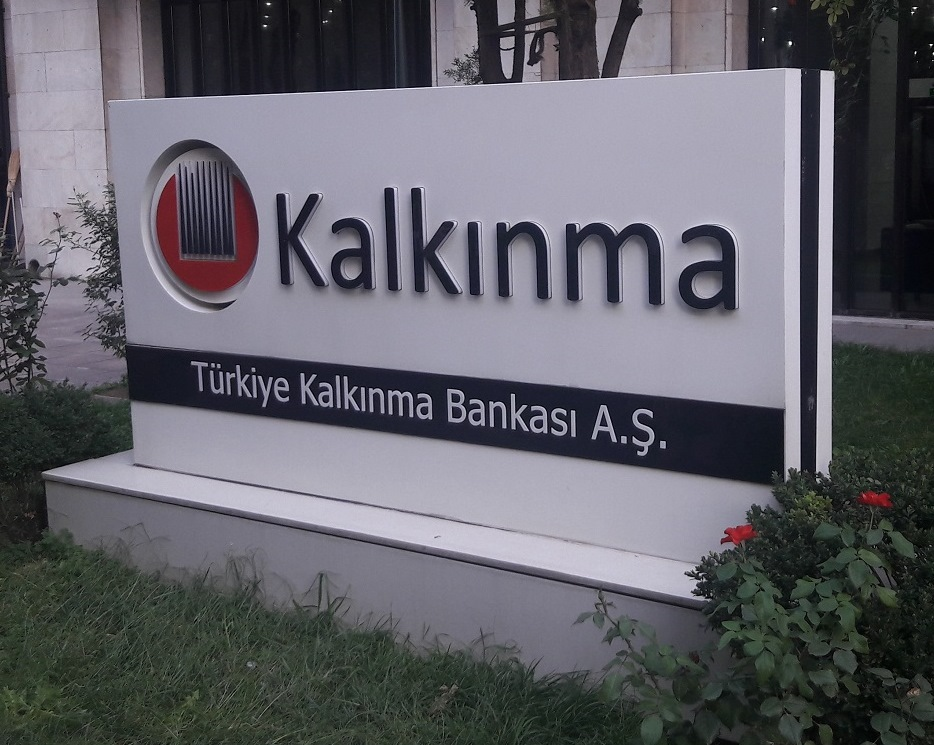
مدخل البنك من مقره السابق في أنقرة

بنك التنمية التركي هو بنك تنمية عام تركي .

## تاريخ البنك
تأسس البنك في 11 نوفمبر 1975 تحت اسم بنك الدولة للاستثمار الصناعي و العمال (ديسيياب) ، وهي جزء من وزارة الصناعة والتكنولوجيا التركية . تم تغيير اسمها في 22 يونيو 1988 إلى بنك تركيا للاستثمار السياحي . في عام 1989، تم دمجها مع بنك السياحة لجمهورية تركيا ، وبدأت العمل في مجال السياحة. 
في عام 2018، قام البنك بتغيير اسمه من بنك الاستثمار التنموي التركي إلى بنك الاستثمار التنموي، وهو اسمه الحالي. 

## روابط خارجية
- الموقع الرسمي